# NGC 5557
NGC 5557 (другие обозначения — UGC 9161, MCG 6-31-93, ZWG 191.74, PGC 51104) — эллиптическая галактика (E1) в созвездии Волопас.
Этот объект входит в число перечисленных в оригинальной редакции «Нового общего каталога».
В галактике вспыхнула сверхновая SN 2013gn типа Ia, её пиковая видимая звездная величина составила 15,3.
В галактике вспыхнула сверхновая SN 1996aa типа Ia, её пиковая видимая звездная величина составила 17.